# Geometria sem pontos
Na matemática, geometria sem-pontos é a geometria cuja noção ontológica primitiva é a região em vez do ponto. Dois sistemas axiomáticos são descritos a seguir, um sob a mereologia e outro na mereotopologia (também conhecida como teoria da conexão). O ponto é capaz de marcar espaço ou objetos.

## Motivação
Geometria sem-pontos foi formulada primeiramente por Whitehead (entre os anos de 1919 e 1920), não como teoria da geometria ou do espaço-tempo, mas de eventos e da “relação extensa” entre eventos. O propósito de Whitehead era tanto filosófico quanto científico e matemático.  
Whitehead não fez suas teorias de modo a satisfazer os métodos formais de hoje em dia. As duas teorias(citadas acima) de primeira ordem formais foram pensadas por outros, esclarecendo e refinando as teorias de Whitehead. O domínio para as duas teorias consiste em “regiões”.  Todas as variáveis não quantitativas das entradas devem ser tacitamente tomadas como universalmente quantificadas; a partir disso, todos os axiomas devem ser tomados como cláusulas universais. Nenhum axioma requer mais de três variáveis quantificadas; a partir disso a tradução da teoria de primeira ordem na relação álgebra é possível. Cada um dos axiomas tem apenas 4 quantificadores existenciais.
GEOMETRIA LIVRE DE INCLUSÃO À BASE DE PONTO
Os axiomas G1-G7 são, mas para a numeração, os de Def. 2,1 em Gerla e Miranda (2008). Os identificadores da forma Wpn, incluído na descrição verbal de cada axioma, consulte o axioma correspondente Simons (1987: 83). 
A relação binária primitiva fundamental é a inclusão, denotada por infixo "≤". (Inclusão corresponde à relação Parthood binário que é um recurso padrão de todas as teorias mereológicas.) O significado intuitivo de x≤y é "x é parte de y." Assumindo que a identidade, denotada por infixado "=", faz parte da lógica de fundo, a Parte Apropriada relação binária, denotada por infixado "<", é definida como:
{\displaystyle x<y\leftrightarrow (x\leq y\land x\not =y).}
Os axiomas são:
- Inclusão ordens parciais o domínio.

G1. {\displaystyle x\leq x.}      (reflexiva)
G2. {\displaystyle (x\leq z\land z\leq y)\rightarrow x\leq y.}   (transitiva) WP4.
G3. {\displaystyle (x\leq y\land y\leq x)\rightarrow x=y.}   (antissimétrica).
- Dadas quaisquer duas regiões, existe uma região que inclui os dois. WP6.

G4. {\displaystyle \exists z[x\leq z\land y\leq z].}
- Parte Própría  órdens densas o domínio. WP5.

G5. {\displaystyle x<y\rightarrow \exists z[x<z<y].}
- ambas as região atômica e as região universal não existem. Por isso o domínionão tem nem um limite superior nem um inferior. WP2.

G6. {\displaystyle \exists yz[y<x\land x<z].}
- Princípio das Partes Próprias. Se todas as partes adequadas de x são partes adequadas de y, então x está incluso em y. WP3.

G7. {\displaystyle \forall z[z<x\rightarrow z<y]\rightarrow x\leq y.}
O modelo do G1–G7 é o espaço de inclusão.
Definição (Gerla e Miranda 2008:. Def 4.1). Dado um espaço de inclusão, uma classe de abstração é uma classe G das regiões tal que G é totalmente ordenado pela Inclusão. Além disso, não existe uma região incluída em todas as regiões incluídas na G.
Intuitivamente, uma classe abstrativa define a entidade geométrica cuja dimensão será menor que o do espaço de inclusão. Por exemplo, se o espaço de inclusão é o plano euclidiano, então, as classes abstrativas correspondentes são pontos e linhas.
Base de inclusão da geometria sem ponto ("geometria sem ponto" de agora em diante) é essencialmente uma axiomatização de Simons (1987: 83) do sistema W. Por sua vez, W formaliza a teoria de Whitehead (1919), cujos axiomas não são explicitados. geometria sem ponto é W com este defeito reparado. Simons (1987) não reparou o defeito, propondo em uma nota de rodapé que o leitor o faria como um exercício. A relação primitiva de W é Parte Própria, a Base de inclusão da geometria sem ponto ("geometria sem ponto" de agora em diante) é essencialmente uma axiomatização de Simons (1987: 83) do sistema W. Por sua vez, W formaliza a teoria de Whitehead (1919), cujos axiomas não são explicitados. geometria sem ponto é W com este defeito reparado. Simons (1987) não reparou o defeito, propondo em uma nota de rodapé que o leitor o faria como um exercício. A relação primitiva de W é Parte Própria, a ordem parcial estrita. A teoria de Whitehead (1919) tem uma única relação. G3 estabelece que a inclusão, ao contrário da Parte adequada, é antissimétrica. ordem parcial. A teoria de Whitehead (1919) tem uma única relação binária primitiva K definida como xKy ↔ y <x. Assim K é o inverso da Parte ão binária primitivo K definido como xKy ↔ y <x. Assim K é o inverso da Parte adequada. WP1 de Simons afirma que parte adequada é irreflexiva e assim corresponde ao G1Apropriada . WP1 de Simons afirma que parte adequada é irreflexiva e assim corresponde ao G1. G3 estabelece que a inclusão, ao contrário da Parte Apropriada , é antissimétrica.
geometria sem ponto está intimamente relacionado com uma densa ordem linear D, cujos axiomas são G1-3, G5, e a totalidade axioma {\displaystyle x\leq y\lor y\leq x.}.  Assim a geometria sem ponto deveria ser a extensão propria do D(nomeado D∪{G4, G6, G7}), onde isso não é aquela relação D "≤" é a ordem total.

## Teoria da conexão
Em seu 1929 Process and Reality, A. N. Whitehead propôs uma abordagem diferente, inspirado por De Laguna (1922). Whitehead teve como primitiva a noção topológica do "contato" entre duas regiões, resultando em uma primitiva "relação de ligação" entre os eventos. Teoria da Conexão C é uma teoria de primeira ordem para que destila os primeiros 12 das 31 hipóteses do cap. 2 de Process and Reality em 6 de axiomas, C1-C6. C representa um fragmento adequado das teorias propostas em Clarke (1981), que observou o seu carácter mereológica.
Teorias que, como C, apresentam tanto a inclusão e topológicas primitivas, são chamadas mereotopologias
C tem uma relação primitiva, "conexão" binária representado pela letra predicado prefixo C. Esse x está incluído no y agora pode ser definida como x≤y ↔ ∀z [czx → czy]. Contrariamente ao que acontece com os espaços de inclusão, a teoria de conexão permite a definição de inclusão "não-tangencial", uma ordem total que permite a construção de classes abstrativas. Gerla e Miranda (2008) argumentam que só assim pode mereotopology inequivocamente definir um ponto. 
Os axiomas C1-C6 abaixo são, mas para a numeração, os de Def. 3.1 em Gerla e Miranda (2008).
- C is reflexiva. C.1.

C1. {\displaystyle \ Cxx.}
- C is simétrica. C.2.

C2. {\displaystyle Cxy\rightarrow Cyx.}
- C is extensivo. C.11.

C3. {\displaystyle \forall z[Czx\leftrightarrow Czy]\rightarrow x=y.}
- Todas as regiões têm partes próprias, assim como C é a teoria região atômica . P.9.

C4. {\displaystyle \exists y[y<x].}
- Dados quaisquer duas regiões, uma região que é ligada a ambos.

C5. {\displaystyle \exists z[Czx\land Czy].}
- Todas as regiões tem pelo menos duas partes desconexas. C.14.

C6. {\displaystyle \exists yz[(y\leq x)\land (z\leq x)\land \neg Cyz].}
Seguindo a descrição verbal de cada axioma é o identificador do axioma correspondente a Casati e Varzi (1999). Seu sistema SMT (mereotopologia forte) consiste em C1-C3, e é essencialmente devido a Clarke (1981). Qualquer mereotopologia podem ser feitas sem atômos invocando C4, sem arriscar paradoxo ou trivialidade. Assim a variante C estende sem atômos de SMT por meio dos axiomas C5 e C6, sugerido por cap. 2 de Process and Reality. Para uma discussão detalhada de avançado e sistemas relacionados com a C, ver Roeper (1997). Biacino e Gerla (1991) mostrou que cada modelo de teoria de Clarke é uma álgebra booleana, e modelos de tal álgebra não pode distinguir ligação de sobreposição. É duvidoso que qualquer fato é fiel à intenção de Whitehead.

## Referencias
- Biacino L., and Gerla G., 1991, "Connection Structures," Notre Dame Journal of Formal Logic 32: 242-47.
- Casati, R., and Varzi, A. C., 1999. Parts and places: the structures of spatial representation. MIT Press.
- Clarke, Bowman, 1981, "A calculus of individuals based on 'connection'," Notre Dame Journal of Formal Logic 22: 204-18.
- ------, 1985, "Individuals and Points," Notre Dame Journal of Formal Logic 26: 61-75.
- De Laguna, T., 1922, "Point, line  and surface as sets of solids," The Journal of Philosophy 19: 449-61.
- Gerla, G., 1995, "Pointless Geometries" in Buekenhout, F., Kantor, W. eds., Handbook of incidence geometry: buildings and foundations. North-Holland: 1015-31.
- --------, and Miranda A., 2008, "Inclusion and Connection in Whitehead's Point-free Geometry," to appear in Handbook of Whiteheadian Process Thought.
- Gruszczynski R., and Pietruszczak A., 2008, "Full development of Tarski's geometry of solids," Bulletin of Symbolic Logic 14:481-540. The paper contains presentation of point-free system of geometry originating from Whitehead's ideas and based on Lesniewski's mereology. It also briefly discusses the relation between point-free and point-based systems of geometry. Basic properties of mereological structures are given as well.
- Grzegorczyk, A., 1960, "Axiomatizability of geometry without points," Synthese 12: 228-235.
- Kneebone, G., 1963. Mathematical Logic and the Foundation of Mathematics. Dover reprint, 2001.
- Lucas, J. R., 2000. Conceptual Roots of Mathematics. Routledge. Chpt. 10, on "prototopology," discusses Whitehead's systems and is strongly influenced by the unpublished writings of David Bostock.
- Roeper, P., 1997, "Region-Based Topology," Journal of Philosophical Logic 26: 251-309.
- Simons, P., 1987. Parts: A Study in Ontology. Oxford Univ. Press.
- Whitehead, A.N., 1916, "La Theorie Relationiste de l'Espace," Revue de Metaphysique et de Morale 23: 423-454. Translated as Hurley, P.J., 1979, "The relational theory of space," Philosophy Research Archives 5: 712-741.
- --------,	1919. An Enquiry Concerning the Principles of Natural Knowledge. Cambridge Univ. Press. 2nd ed., 1925.
- --------, 1920. The Concept of Nature. Cambridge Univ. Press. 2004 paperback, Prometheus Books. Being the 1919 Tarner Lectures delivered at Trinity College.
- --------, 1979 (1929). Process and Reality. Free Press.